# Ядерная доктрина Российской Федерации
Ядерная доктрина Российской Федерации (официально — «Основы государственной политики Российской Федерации в области ядерного сдерживания») — основополагающий публичный документ, регламентирующий принципы и условия использования ядерного потенциала страны. В доктрине изложена позиция высшего руководства страны относительно природы ядерного сдерживания, определены критические вызовы безопасности РФ и обстоятельства, при которых допустимо задействование ядерного арсенала.
Действующая редакция принята указом президента России Владимира Путина и вступила в силу 19 ноября 2024 года.

## История
СССР не обнародовал официальных документов о применении ядерного оружия. Единственным публичным документом стала совместная декларация стран Варшавского договора 1987 года, провозглашавшая отказ от первого применения ядерного оружия.
2 ноября 1993 года президент Борис Ельцин утвердил «Основные положения военной доктрины РФ», документ был закрытым для общественности.
21 апреля 2000 года указом президента Владимира Путина была утверждена первая публичная военная доктрина РФ. Она стала первым открытым документом, определяющего принципы применения ядерного арсенала России. В ней ядерное оружие определялось как стратегический инструмент сдерживания, гарант национальной безопасности и фактор поддержания глобальной стабильности.
Эти принципы были сохранены в военной доктрине, подписанной президентом Дмитрием Медведевым 5 февраля 2010 года.
Военная доктрина 2014 года сохранила преемственность в вопросах ядерного сдерживания, определяя ядерный потенциал как ключевой инструмент предупреждения военных конфликтов различного масштаба.
Все версии военной доктрины предусматривали два основных сценария применения ядерного оружия: ответ на ядерную агрессию против России или её союзников, а также противодействие масштабной агрессии с использованием обычных вооружений, угрожающей существованию государства.
2 июня 2020 года принят отдельный документ «Об основах государственной политики в области ядерного сдерживания». Этот указ существенно конкретизировал условия возможного применения ядерного арсенала, определив четыре критических сценария: при получении достоверных данных о запуске баллистических ракет по своей территории или территории союзников, в случае применения противником ядерного или иного оружия массового поражения, при атаках на критически важные объекты, способных нарушить возможность ответного ядерного удара, а также в ситуации, когда агрессия с использованием обычных вооружений создаёт экзистенциальную угрозу существованию государства.

## Изменение доктрины (2024)
7 июня 2024 года на ПМЭФ-2024 Владимир Путин заявил, что допускает возможность изменения ядерной доктрины.
25 сентября 2024 года на совещании Совета безопасности России Владимир Путин заявил о планируемом внесении изменений в ядерную доктрину.
19 ноября 2024 года утверждена новая редакция ядерной доктрины. Считается, что утверждение изменений связано с разрешением администрации Джо Байдена на использование Украиной дальнобойных ракет для ударов по территории России в ответ на участие северокорейских военных в боях в Курской области .
Обновлённый документ существенно расширяет категории государств и военных союзов, в отношении которых осуществляется ядерное сдерживание, включая страны, предоставляющие свою территорию для потенциальной агрессии.
Согласно доктрине, ядерный ответ становится возможным не только при прямой ядерной угрозе, но и при критической угрозе суверенитету России с использованием обычных вооружений. Агрессия со стороны неядерного государства при поддержке ядерной державы будет рассматриваться как их совместное нападение. Аналогично, агрессивные действия любой страны-участницы военного блока будут трактоваться как агрессия всего альянса.
Доктрина определяет десять ключевых угроз безопасности, требующих адекватного реагирования. Среди них: наличие у потенциальных противников ОМП, развертывание систем ПРО и высокоточного вооружения вблизи российских границ, милитаризация космического пространства и расширение военных блоков. Новым положением стало включение в перечень угроз массированного применения средств воздушного нападения, включая крылатые ракеты, беспилотники и другие летательные аппараты.
В документе отражено, что решение о применении ядерного оружия находится исключительно в компетенции президента РФ. При этом российская ядерная доктрина сохраняет оборонительный характер. В пунктах документа отмечается, что государство последовательно проводит политику, направленную на деэскалацию международной напряженности и предотвращение военных конфликтов, в том числе ядерных.

### Реакция
Президент Турции Реджеп Тайип Эрдоган в своем заявлении охарактеризовал обновление ядерной доктрины России как ответную меру на действия НАТО, призвав Североатлантический альянс к серьезному анализу сложившейся ситуации.
Президент Сербии Александр Вучич заявил, что российский президент не станет колебаться с применением ядерного оружия в случае угрозы для Москвы при отсутствии другого выхода из ситуации.
Представитель Госдепартамента США Мэтью Миллер сообщил, что Вашингтон не видит причин корректировать собственную ядерную позицию после обновленной доктрины РФ.
Министр иностранных дел Германии Анналена Бербок заявила, что Германия не испугается новой политики России. Глава МИД Польши Радек Сикорский охарактеризовал пересмотренную ядерную доктрину России как молчаливое признание того, что войска Москвы слабее, чем у НАТО.
20 ноября 2024 года глава СВР России Сергей Нарышкин заявил, что обновление ядерной доктрины РФ исключает возможность победы над ее вооруженными силами на поле боя и обесценивает усилия США и НАТО.